# Juliane Kay
Juliane Kay, eigentlich Ernestine Baumann (* 9. Jänner 1899 als Ernestine Aloisia Smreker in Wien; † 8. September 1968 ebenda), war eine österreichische Schriftstellerin und Drehbuchautorin.

## Leben
Juliane Kay trat nach dem Besuch einer Theaterschule in Innsbruck, München, Dresden, Wien und Berlin auf. Seit 1923 war sie literarisch tätig und verfasste zunächst Bühnenstücke, die sie selbst inszenierte wie 1934 ihr Volksstück Das Dorf und die Menschheit, wobei Agnes Straub bei der Uraufführung die Hauptrolle übernahm.
Ihr Roman Abenteuer im Sommer wurde mit dem Jugendpreis des Verbandes deutscher Erzähler in Berlin ausgezeichnet. Besonders erfolgreich war ihr am Berliner Lustspielhaus uraufgeführtes Schauspiel Der Schneider treibt den Teufel aus.
1939 lieferte sie ihr erstes Filmdrehbuch. In den 1950er Jahren war sie als Co-Autorin an mehreren Filmen beteiligt. Die Handlung dieser Produktionen kreist vorwiegend um Liebes- und Familienprobleme. 1953 erhielt Juliane Kay einen Bundesfilmpreis als beste Drehbuchautorin in Form der Silbernen Schale für Vergiß die Liebe nicht. In späteren Jahren schrieb sie vorwiegend Romane. Sie lebte lange in München und kehrte zuletzt nach Wien zurück. Sie wurde am Friedhof Mauer begraben.

## Werke
| - 1923: Silhouetten in Farben. München, Langes - 1927: Abenteuer im Sommer. Berlin, Deutsche Buch-Gemeinschaft - 1927: Slovensca annica. Volksbühnen-Verl.- u. Vertriebs-GmbH (Bühnenstück) - 1929: Frauen um Fedja. Berlin, Deutsche Buch-Gemeinschaft - 1933: Der Erzbischof von Salzburg. Berlin, Deutsche Buch-Gemeinschaft - 1934: Das Dorf und die Menschheit. Berlin, Ahn & Simrock - 1935: Leben in der Luft. Berlin, Ahn & Simrock (Bühnenstück) - 1935: Die arme Marie. Berlin, Ahn & Simrock (Bühnenstück) - 1936: Der Schneider treibt den Teufel aus. Berlin, Ahn & Simrock (Bühnenstück) - 1937: Charlotte Ackermann. Berlin, Arcadia-Verlag - 1937: Der Birnbaum. Berlin, Arcadia-Verlag (Bühnenstück) - 1938: Der Zauberer. Berlin, Arcadia-Verlag (Bühnenstück) - 1940: Das hohe Haus. Berlin, Arcadia-Verlag (Bühnenstück) - 1942: Vagabunden. Berlin, Arcadia-Verlag (Bühnenstück) | - 1943: Die Frau vom Orlog. Wien, Luckmann Verlag - 1951: Kein Tag kommt zurück. Wien, Luckmann Verlag - 1953: Meine Schwester oder meine Frau. Wien, Luckmann Verlag - 1954: Die vergessene Träume. Wien, Deutsche Buchgemeinschaft - 1957: Zwei in Italien. Wien, Desch - 1958: Kulissen. Wien, Desch - 1961: Die Erinnerungen der Köchin Theresa Galassler. Hamburg, von Schröder - 1962: Een jonge liefde in het oude Rome. 's-Gravenhage, Pax - 1965: Madame geht auf Reisen oder Es hat alles seinen Sinn, sagt Delia. Hamburg, von Schröder - 1965: Was den gnädigen Herrn betrifft ... Frankfurt am Main, Ullstein - 1965: Mein Sohn Wolfgang Amadeus. Wien, Verlag Herold - 1966: Und hoffentlich wird es schön. Wien, Verlag für Jugend u. Volk - 1968: Das Jahr war schön. Wien, Verlag für Jugend u. Volk |

## Filmografie
| - 1939: Ihr erstes Erlebnis - 1949: Vagabunden - 1951: Das letzte Rezept - 1952: Wenn abends die Heide träumt (auch Darstellerin) - 1953: Vergiß die Liebe nicht - 1954: Eine Frau von heute - 1954: Der erste Kuß - 1955: Geliebte Feindin - 1955: Du bist die Richtige - 1955: Die Toteninsel - 1955: Der fröhliche Wanderer - 1956: Regine | - 1956: Die goldene Brücke - 1956: Der erste Frühlingstag - 1956: Das Donkosakenlied - 1956: Die liebe Familie - 1957: Wie schön, daß es dich gibt - 1957: Alle Wege führen heim - 1957: Ein Stück vom Himmel - 1958: Im Prater blüh’n wieder die Bäume - 1958: Frauensee - 1958: Auferstehung - 1958: Ohne Mutter geht es nicht - 1959: Die unvollkommene Ehe - 1960: Gustav Adolfs Page |